# Hongtu (köpinghuvudort i Kina, Qinghai Sheng, lat 37,97, long 100,93)
Hongtu är en köpinghuvudort i Kina. Den ligger i provinsen Qinghai, i den nordvästra delen av landet, omkring 170 kilometer nordväst om provinshuvudstaden Xining. Antalet invånare är 2 755. Befolkningen består av 1 351 kvinnor och 1 404 män. Barn under 15 år utgör 24,0 %, vuxna 15-64 år 70 %, och äldre över 65 år 5,0 %.
Runt Hongtu är det mycket glesbefolkat, med 3 invånare per kvadratkilometer. Hongtu är det största samhället i trakten. Trakten runt Hongtu består i huvudsak av gräsmarker.
Genomsnittlig årsnederbörd är 579 millimeter. Den regnigaste månaden är juli, med i genomsnitt 131 mm nederbörd, och den torraste är januari, med 2 mm nederbörd.